# Osman Abdel Hafeez
Osman Abdel Hafeez (in arabo عثمان عبد الحفيظ‎?; Shibin El Kom, 30 marzo 1917 – 14 agosto 1958) è stato uno schermidore egiziano, vincitore di tre medaglie di bronzo ai campionati mondiali di scherma.